# Десантные корабли типа SS
Десантные корабли типа «СС» (SS艇 или 機動艇, СС-теи или Kидотеи) — серия японских десантных кораблей. Строились с 1943 по 1945 год для японских армии и флота.

## История
Проект десантного корабля разработан по заданию армии, но контроль за строительством и эксплуатацией большинства кораблей осуществлял флот. Представляли собой транспорты, приспособленные для перевозки воинских грузов и армейских подразделений. Двигатель и надстройка были в корме, в средине корпуса два больших трюма. Нос имел ледокольное образование, что позволяло кораблю приближаться вплотную к берегу. Высадка десанта через лацпорт со створками.
Первыми вступившие в строй SS-1 — SS-3 первоначально были под армейским управлением и имели названия Керуй, Банрюй и Кайруй. В 1944 году их передали флоту и переименовали в SS-1 — SS-3. Остальные корабли перешли под контроль флота еще до конца постройки. Всего до конца войны закончили 22 корабля, еще как минимум пять незакончили.

### Погибшие корабли
В ходе боев погибли 17 кораблей из этого типа: SS-1 (13 января 1945), SS-2 (13 сентября 1944), SS-3 (27 марта 1944), SS-4 (осенью 1944 года), SS-5 (30 ноября 1944), SS-6 (4 декабря 1944), SS-9 (4 декабря 1944), SS-11 (весной 1945 года), SS-13 (в августе 1945 года), SS-17 (5 июня 1945), SS-20 (20 мая 1945), SS-21 (1 июня 1945), SS-22 (8 августа 1945). Кроме того, неизвестны даты гибели SS-8, SS-10, SS-14 и SS-15.

## Характеристики

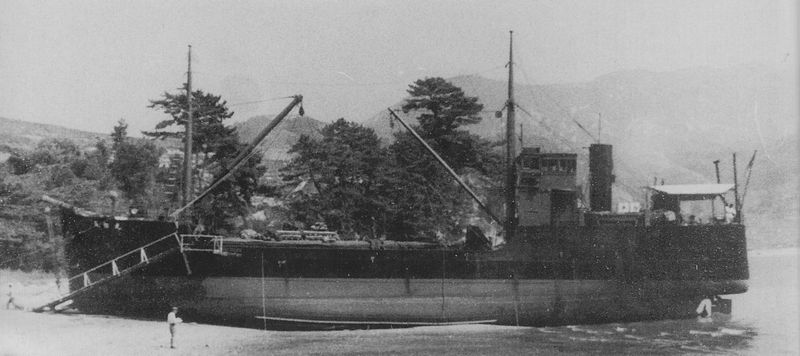
Десантный корабль Горо Мару — предшественник кораблей типа СС. 13 сентября 1939 года

SS-1 — SS-22 (спущены на воду в 1943 — 1944 годах);
Размеры — длина 59,6 м по ватерлинии (63 м максимальная), ширина 9,6 м, осадка 2,8 м;
Двигатели — 2 дизельных двигателя по 550 л.с.;
Скорость — 13,5 узлов;
Дальность плавания — 2000 миль при скорости 12 узлов;
Вооружение — 1 76-мм пушка, 1 150-мм миномёт тип 97 для поддержки десанта, 4 20-мм зенитные пушки тип 98 (потом заменили на 4 25-мм тип 96);
Десант — 4 15-тонных танка, 1 автомобиль и 150 десантников.